# 陶大臨
陶大臨（1527年—1574年），字虞臣，號念齋，浙江会稽（今紹興）陶堰人，明朝政治人物，嘉靖丙辰榜眼及第，累官吏部侍郎。

## 生平
兵部左侍郎陶諧之孫。嘉靖二十八年（1549年）浙江鄉試中舉，列三十四名。嘉靖三十五年（1556年）會試三十四名，廷試一甲第二名進士（榜眼），授翰林院編修。嘉靖三十七年（1558年）吳時來彈劾嚴嵩，大臨為其定疏草。結果時來下詔獄，拷問同謀。大臨不顧安危，每日送藥，時來也寧死不發一言。嘉靖四十一年（1562年）任永樂大典分校官。
隆慶元年（1567年）升任翰林院侍讀。隆慶四年（1570年）擔任翰林院侍講學士，掌管南京翰林院。次年，升任南京國子監祭酒。不久改詹事府少詹事。隆慶六年（1572年）出任東宮侍讀。明神宗繼位后，于八月升禮部右侍郎，兼翰林院侍读学士，充经筵侍班官，九月回部管事。萬曆元年（1573年）正月改吏部右侍郎，二年三月充殿試讀卷官，數日後以疾請告，賜羊酒，二十五日去世。卒贈吏部尚書，谥文僖。《明史》有傳。

## 家族
曾祖陶慥，號實斋，封工科給事中贈通議大夫兵部左侍郎兼都察院左僉都御史；祖父陶諧，號南川，曾任兵部左侍郎贈兵部尚書謚莊襄；父陶師賢，號應山，鴻臚寺主簿封编修。母韓氏，贈孺人。兄陶大順，官至廣西巡撫。弟陶大恒，监生。